# Napier Mountains
Die Napier Mountains sind eine Gruppe mehr oder weniger voneinander getrennter Berge von bis zu 2300 m Höhe im ostantarktischen Enderbyland. Sie erstrecken sich über eine Länge von 60 km in nordwest-südöstlicher Ausrichtung. Ihr Zentrum liegt etwa 60 km südlich des Kap Batterbee.
Entdeckt wurde das Gebirge im Januar 1930 bei der British Australian and New Zealand Antarctic Research Expedition (BANZARE; 1929–1931) unter der Leitung des australischen Polarforschers Douglas Mawson. Dieser benannte es nach Thomas John Mellis Napier (1882–1976), von 1924 bis 1967 Richter am Obersten Gerichtshof von South Australia.